# Richard Aßmann
Pour les articles homonymes, voir Assmann.
Le titre de cet article comprend le caractère ß. Quand ce dernier n'est pas disponible ou non désiré, le nom de l'article peut être représenté comme Richard Assmann.
Richard Aßmann, ou  Richard Assmann selon la forme française, né le 13 avril 1845 et mort le 28 mai 1918, est un météorologue et médecin allemand né à Magdebourg, en Prusse. Richard Aßmann s’était particulièrement illustré dans la recherche de la haute atmosphère terrestre et a été un pionnier de l'aérologie. Il est reconnu comme le co-découvreur de la stratosphère car il annonça ses résultats en même temps que Léon Teisserenc de Bort en 1902.

## Biographie

### Études et médecine
Richard Aßmann est fils d'un tanneur de Magdebourg. Son éducation commença par des leçons privées puis il fut envoyé à l'école préparatoire, le lycée de la cathédrale de sa ville natale, à partir de 1855. Après avoir terminé ses études secondaires en 1865, il commença à étudier la médecine à l'Université de Wrocław. Ses études furent interrompues par son service militaire où il suivit une formation médico-militaire puis fut envoyé sur le terrain durant la guerre austro-prussienne (1866-1867).
À la fin de 1866, il poursuivit ses études à Berlin, où Rudolf Virchow fut l'un de ses professeurs les plus influents. Aßmann passa son doctorat en 1869. En 1870, il obtint la licence pour exercer comme médecin, chirurgien et obstétricien et s'installa au nord-est de Berlin à Bad Freienwalde, une région rurale. Durant la guerre franco-prussienne de 1870, il acquit une expérience pratique en tant qu'assistant médical dans divers hôpitaux de campagne.
Après son retour, comme médecin de campagne, il fut souvent exposé aux éléments et travailla intensivement à partir de 1875 sur sa compréhension de la météo. Dès 1877, il était l'un des correspondants de l'Observatoire maritime allemand à Hambourg. Il commença ensuite des études météorologiques en poursuivant sa pratique médicale et construisit sa propre station météorologique à son domicile puis le transféra en 1879 près du monument de guerre de la ville.
Sur les conseils de son père, Richard Aßmann déménagea avec sa famille à la fin de l'année 1879 à Magdebourg. Il y dirigea une clinique chirurgicale privée qu'il transforma en 1883 en institut d'orthopédie, de physiothérapie et de massage. Dans le cadre de son travail médical, il introduisit à Magdebourg la gymnastique thérapeutique suédoise qu'il avait connue à Hambourg.

### Météorologie
À son retour à Magdebourg, il commença à s'intéresser intensivement de météorologie et trouva alors une oreille attentive auprès de ses anciens camarades de classe, les imprimeurs et les éditeurs de journaux Robert et Alexander Faber. Ces frères avaient reconnu le potentiel de prévisions météorologiques fiables et financèrent la construction et l'aménagement d'une station météorologique moderne à côté de leur imprimerie, soit une tour haute de 34 mètres équipée de dispositifs pour mesurer et enregistrer la pression de l'air, déterminer la température, mesurer les précipitations, la direction et la vitesse du vent et un dôme de verre pour observer les phénomènes météorologiques. Créant le journal de l'Institut météorologique de Magdebourg en 1880, il s'attela à la prévision météorologique en combinant ses propres observations et celles d'autres stations météorologiques en Europe. Il transmettait cette prévision deux fois par jour au Seewarte à Hambourg. Il fut ainsi le premier à dresser une carte météorologique en Allemagne. 
Richard Aßmann fonda en 1881 l'Association de météorologie agricole qui compta 6 000 membres en peu de temps. Avec la cotisation des membres, il put financer jusqu'à la fin de 1882 la construction de son propre réseau d'observation en Allemagne centrale comptant de plus de 250 stations météorologiques dans la province de Prusse, dans le duché de Brunswick et dans certaines parties de Thuringe.
Délaissant sa pratique médicale pour son nouvel intérêt, Aßmann fut finalement interdit de pratique par l'Association médicale de Magdebourg en octobre 1884. En avril 1885, il s'établit à Halle-sur-Saale et termina des études de météorologie et de climatologie à la faculté de philosophie de l'université de Halle. En très peu de temps, il obtint un doctorat et  devient officier scientifique de l'Institut royal de météorologie de Berlin-Grünau.

### Recherches
De 1887 à 1892, Aßmann et Hans Bartsch von Sigsfeld (de), créateur de dirigeables, développèrent un psychromètre haute-résolution pour mesurer l'humidité et la température en altitude. C'était le premier appareil fiable adapté pour les sondages en haute altitude du fait de sa protection contre les radiations solaires. La production du psychromètre était assurée par l'usine de Rudolf Fuess (de). 
Entre 1888 et 1899, il avait effectué au total 75 vols en ballon habité avec la section aérienne de l'armée allemande fondée en 1887 ce qui lui permit de noter la stratification de la troposphère. Entre 1894 et 1897, il lançait une série d'ascensions de ballons munis d'instruments d'enregistrement jusqu'à une hauteur de 17 km. Aßmann conduisit également en coopération avec l'aéronaute suédois Salomon Andrée et le russe Mikhail Pomortzeff des vols simultanés pour l'étude de la distribution verticale de la température dans différentes régions de l'Europe. En 1902, il publia ainsi sa découverte de la stratosphère en même temps que Léon Teisserenc de Bort.
De 1905 à 1914, il fut directeur de l’Observatoire royal d’aéronautique de Prusse à Lindenberg (Mecklembourg-Poméranie-Occidentale). Il démissionna au début de la Première Guerre mondiale en octobre 1914 et devint professeur honoraire à l'université de Giessen jusqu'en 1918 dans des conditions difficiles.

## Publications et honneurs
De 1888 à 1899, Aßmann fut membre de la Verein zur Förderung der Luftschifffahrt, une association organisant dans lancers de ballon-sondes. Il aida à vulgariser la météorologie et publia de nombreux articles scientifiques.
De 1884 jusqu'à sa mort, il écrivait dans le mensuel Das Wetter (Le Temps). En 1903, il a été récompensé de la médaille Buys Ballot décernée par l'Académie royale des arts et des sciences néerlandaise et ce, en même temps qu'Arthur Berson.